# Silvio Rispoli
Silvio Rispoli (San Severo, 26 agosto 1920 – Torremaggiore, 8 marzo 2007) è stato un calciatore italiano, di ruolo difensore.

## Caratteristiche tecniche
Giocava come terzino.

## Carriera
Inizia la carriera nel Foggia, in Serie C.
Dopo aver giocato tre stagioni in Serie C e una in Serie B con la Scafatese, nella stagione 1947-1948 gioca 15 partite in Serie A con la Salernitana. La stagione successiva vede invece la squadra militare in seconda serie, categoria in cui Rispoli gioca 4 incontri.
Dal 1949 al 1954 gioca cinque campionati di terza serie con la Sanremese.